# .do
.do è il dominio di primo livello nazionale assegnato alla Repubblica Dominicana.
È amministrato dalla Pontificia Universidad Católica Madre y Maestra.

## Domini di secondo livello
Sono disponibili i seguenti domini di secondo livello:
- .com.do
- .edu.do
- .net.do
- .org.do
- .web.do
- .art.do
- .sld.do
- .gov.do
- .gob.do
- .mil.do